# Arnaud Schmitt
 (septembre 2014).
Si vous disposez d'ouvrages ou d'articles de référence ou si vous connaissez des sites web de qualité traitant du thème abordé ici, merci de compléter l'article en donnant les références utiles à sa vérifiabilité et en les liant à la section « Notes et références ».
Pour l’article ayant un titre homophone, voir Arno Schmidt (homonymie).
Pour les articles homonymes, voir Schmitt.
Arnaud Schmitt est un comédien français né le 13 juillet 1979 à Metz.
Après avoir passé son enfance aux Pays-Bas, il fait ses débuts en 1998, au théâtre du Guichet Montparnasse (Paris) dans Appelle Achille, il va pas bien…
On le voit principalement au théâtre, aussi bien dans des comédies que dans des spectacles musicaux.
Il est aussi auteur et metteur en scène.
Depuis 2017, il est co-directeur du théâtre La comédie des 3 bornes à Paris.

## Théâtre
- Politiquement correct[1] de et mis en scène par Salomé Lelouch
- Vous pouvez ne pas embrasser la mariée[2] d'Alexandra Moussaï et Arnaud Schmitt, mise en scène de Ludivine de Chastenet
- Jamais 2 sans 3 de Jean Franco, mise en scène de Jean-Luc Moreau
- La gueule de l'emploi de Serge Da Silva, mise en scène de Maxime Lepelletier
- Electrocardiodrame de Florence Savignat, mise en scène de Clémentine Célarié
- Comment devenir une mère juive en 10 leçons[3] de Paul Fuks, mise en scène de Jean-Paul Bazziconi
- Ça s'en va et ça revient de Pierre Cabanis, mise en scène de Nassima Benchicou
- Soixante degrés de Jean Franco et Jérôme Paza, mise en scène de Guillaume Mélanie et Méliane Marcaggi
- Mes meilleurs ennuis de Guillaume Mélanie, mise en scène de l’auteur
- Mais n'te promène donc pas tout nue ! de Georges Feydeau, mise en scène de Rodolphe Sand
- Le Vison voyageur de Ray Cooney et John Chapman, mise en scène de Eric Hénon
- L’Amuse-gueule création collective, mise en scène de Guillaume Bouchède
- Les Bonnes Sœurs Kalachnikov d'Adila Bendimerad, Erell de Quelen, Jean-Jacques Devaux, Claudine Le Celvez, mise en scène de Jean-Jacques Devaux
- Appelle Achille, il va pas bien… de Guillaume Mélanie, mise en scène de Emmanuel Vieilly
- Curriculum vite fait de Vincent Delboy, mise en scène de Thierry Patru
- Beaumarchais, fantaisies verbales d'après Beaumarchais, mise en scène de Michèle Harfaut
- Un air de famille de Agnès Jaoui et Jean-Pierre Bacri, mise en scène de Pauline Macia _ Actuellement en représentation au "Funambule" (Paris)

## Spectacles musicaux
- Touwongka de Jacint Margarit et Floriane Iseli
- Au petit bonheur la chance ! de Lydie Muller et Emmanuel Touchard, mise en scène des auteurs
- Les amours d'Amadéus, correspondance de Mozart, collaboration artistique de Georges Descrières
- Aux larmes citoyens, mise en scène de Raymond Acquaviva

## Spectacles jeune public
- Piccolo Piano, mise en scène de Raymond Acquaviva
- Alice et la baguette magique de Sébastien Castro, mise en scène de l'auteur

## Télévision
- Les Potes, auteur et comédien, diffusé sur M6
- 30 minutes sans pub…, coauteur et comédien, diffusé sur Fun TV
- La vie devant nous, réalisé par Vincenzo Marano, diffusé sur TF1

## Courts métrages
- Love is heartless de et réalisé par Laurène Pujilet (Dita)
- La Famille de Guillaume Mélanie, réalisé par Emmanuel Vieilly

## Web
- Why Not[4],[5], web-série réalisée par Théodore Daunar
- La Prophétie, épisodes I et II de Jean-Marc Joachim, réalisée par Jéro Yun

## Mises en scène
- On n'est pas des bêtes, seul en scène de Mélodie Fontaine
- Pierre après Pierre, de Julien Covain
- Quelle que soit la maigreur d'un éléphant, ses couilles remplissent une marmite, one-man-show de Jean-Marc Joachim
- Tout fout l'camp !, co-mis en scène avec Guillaume Mélanie et Florence Savignat
- Electrocardiodrame, assistant de Clémentine Célarié
- Au petit bonheur la chance !, assistant de Lydie Muller
- Elle a tout d'une grande !, one-woman-show de Sandra Colombo

## Auteur
- Vous pouvez ne pas embrasser la mariée[6] (théâtre) coauteur avec Alexandra Moussaï
- Tout fout l'camp ! (théâtre) coauteur avec Guillaume Mélanie et Florence Savignat
- l'Amuse-gueule (théâtre) coauteur avec Guillaume Mélanie, Sophie Galitzine et Florence Savignat
- Les Potes (télévision)